# Svinedrengen og Prinsessen på ærten
|  | Denne artikel er oprettet af botten PalnaBot ud fra en ekstern database. Den kan derfor have sproglige fejl eller mangler. Denne skabelon kan fjernes efter kontrol af indholdet. |

Svinedrengen og Prinsessen på ærten er en børnefilm fra 1962 instrueret af Bent Christensen, Poul Ilsøe.